# Trogon chionurus
Trogon chionurus là một loài chim trong họ Trogonidae.